# Eva Karera
Eva Karera (Lieja, Bélgica; 6 de mayo de 1979) es una actriz pornográfica belga.

## Biografía
Karera nació en la ciudad belga de Lieja en mayo de 1979. Después de graduarse en la secundaria, Karera vivió en Turquía durante cuatro años para después trasladarse a Egipto, donde estuvo un año trabajando de monitora de submarinismo. Antes de entrar en la carrera de actriz pornográfica, trabajó como relaciones públicas en el sector del turismo y la moda. Llegó a abrir su propia tienda de moda y trabajó como modelo de lencería.
Comenzó su carrera en 2007, a los 28 años de edad. En menos de un año y medio ya había rodado más de 40 películas para la productora francesa Marc Dorcel Fantasies. Antes de acabar 2008, Karera se asentó en Estados Unidos, donde empezó a grabar películas como Milf Thing 3 y a aparecer en páginas web como Brazzers, Naughty America o Reality Kings.
Comeo actriz, ha grabado con otras productoras del sector como Jules Jordan Video, 21Sextury, Evil Angel, Marc Dorcel, Devil's Film, Digital Playground, New Sensations, Vivid, 3rd Degree, Diabolic, Kink.com, Girlfriends Films o Zero Tolerance.
Algunas películas de su filmografía son Avengers XXX 2, Big Cock MILF Surprise, Cheating Wives Tales 13, Forced Bi University, Drill My Big Ass 3, MILF Teen Cum Swap, Pole Position Lex POV 11 o Super Anal Cougars.
Ha rodado más de 330 películas como actriz.

## Premios y nominaciones
| Año  | Ceremonia   | Resultado | Premio                        | Trabajo |
| ---- | ----------- | --------- | ----------------------------- | ------- |
| 2015 | Premios AVN | Nominada  | Premio fan: MILF más caliente | —       |
| 2016 | Premios AVN | Nominada  | Premio fan: MILF más caliente | —       |